# Dialektdynamik
Dialektdynamik ist eine Form von Sprachdynamik, bei der der Kontakt zwischen Standardsprache und lokalem Dialekt eine Rolle spielt. Eine solche Kontaktsituation ist in der Regel eine Diglossie, in der der lokale Dialekt zur informellen lokalen Kommunikation verwendet wird, während man mit Außenstehenden und in formellen Situationen eine Varietät verwendet, die sich an der Standardsprache orientiert. Dabei entsteht eine regionale Varietät der Standardsprache, die sowohl vom lokalen Dialekt wie von der Standardsprache abweicht.

## Entstehung einer Regionalsprache
Die resultierende regionale Varietät (Regionalsprache, Ausgleichssprache) ist oft eine instabile Interimssprache, besonders solange sie überwiegend als Zweitsprache benutzt wird. Dabei zeigt diese Varietät Hyperkorrekturen, da die Sprecher sich am Modell der Standardsprache orientieren, ohne sie vollständig zu beherrschen; gleichzeitig wollen sich viele Sprecher vom Dialekt abgrenzen.

## Veränderungen im Dialekt
Auch der lokale Dialekt wird von der Standardsprache beeinflusst. Hier kommt es vor allem zu Entlehnungen aus der Standardsprache in den Dialekt. 